# آنتی رینه
آنتی یوهانی رینِّه (متولد ۳ نوامبر سال ۱۹۶۲ میلادی) سیاستمدار فنلاندی است. او از ۹ مه ۲۰۱۴ میلادی تا اکنون در سمت رهبری حزب سوسیال دموکرات فنلاند قرار دارد و از ۶ ژوئن ۲۰۱۴ تا ۲۹ مه ۲۰۱۵ میلادی در سمت وزیر دارایی فنلاند قرار داشت.
رینه رهبری اتحادیه‌های مختلفی را بر عهده داشته است؛ ازجمله رهبری اتحادیه ERTO از سال ۲۰۰۲ تا ۲۰۰۵، اتحادیه مزدبگیران از سال ۲۰۰۵ تا ۲۰۱۰ و اتحادیه Pro از سال ۲۰۱۰ تا ۲۰۱۴ میلادی.
او فارغ التحصیل رشته حقوق از دانشگاه دانشگاه هلسینکی است. رینه با شکست دادن رقیب خود، یوتا اورپیلاینن، در سال ۲۰۱۴ میلادی برای سمت رهبری حزب سوسیال دموکرات فنلاند انتخاب شد.